# Space Robotics Challenge

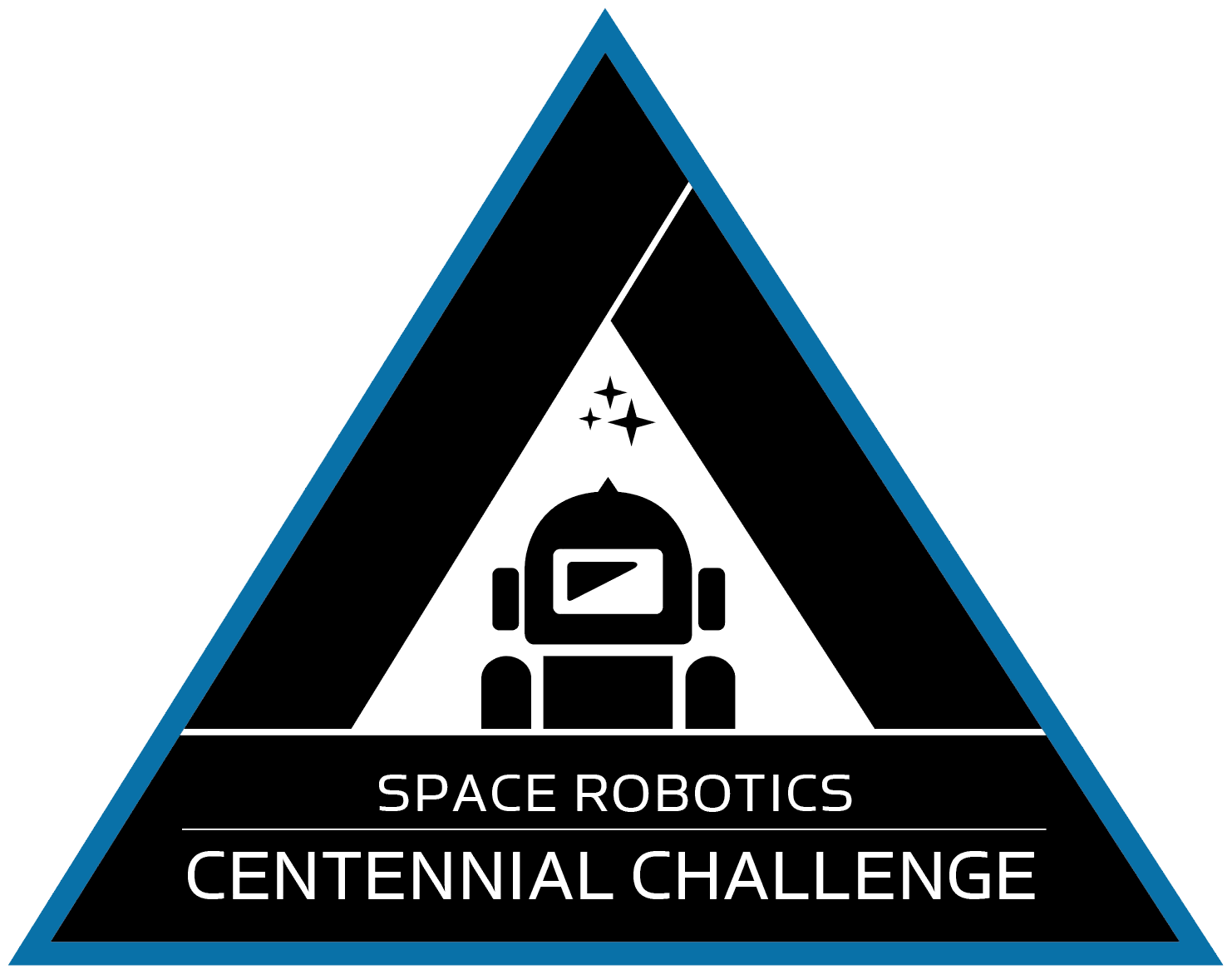
Badge de la compétition SRC.

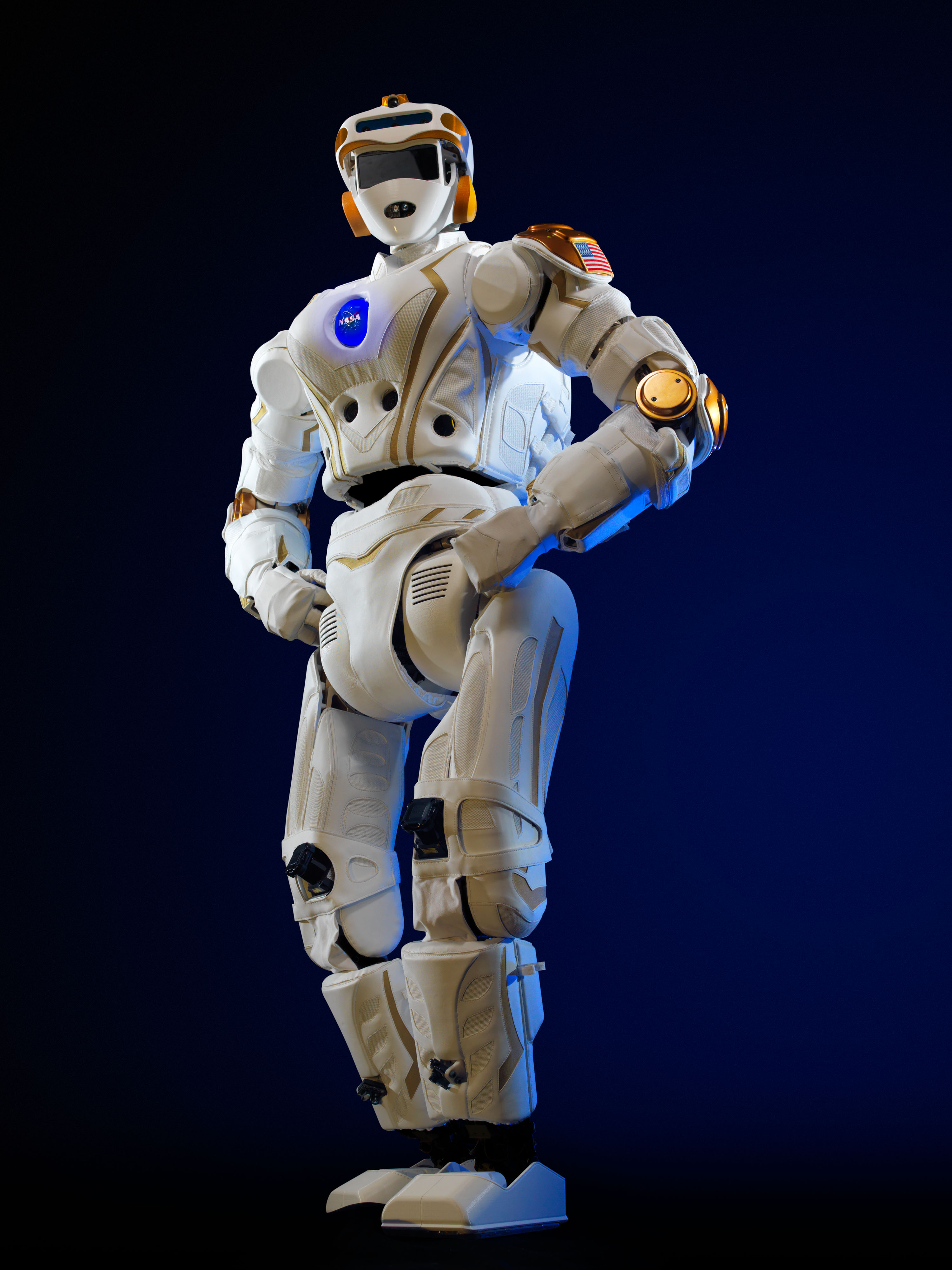
Robot Valkyrie de la NASA.

Le Space Robotics Challenge ou compétition de robotique spatiale est une compétition de programmation du robot humanoïde Valkyrie organisé par la NASA en 2017. 93 équipes ont pris part aux qualifications et 20 équipes ont réussi à se qualifier pour la finale. Le but de la compétition était de programmer et contrôler un robot humanoïde Walkyrie dans une simulation générée sous Gazebo 3D Robot simulation. Le but de la simulation était de réaliser une succession de tâches de réparation d'une base martienne simulée. La mission était en partie inspirée par le film le Martien. L'équipe gagnante est la Team Corrdinated Robotics et son unique membre Kevin Knoedler. Le gagnant a remporté la somme de 125 000 USD et un bonus de 500 000 dollars pour avoir réalisé un sans faute. La compétition était très similaire au Virtual Robotics Challenge du Darpa Robotics Challenge.